# 法老的詛咒
法老的詛咒（英語：Curse of the pharaohs）是指针对任何打扰木乃伊的人的诅咒，据称会导致厄运、疾病甚至死亡。20世纪中叶以来，许多作家及纪录片认为“诅咒”的科学解释为细菌或辐射。然而，“法老的诅咒”的现代起源及发展在欧洲文化中，从原先的传说转变到科学解释，又衍生出大量恐怖片，可见“法老的诅咒”更多的是指一种文化而非科学现象。
偶尔也会在古墓中或周围发现真正的诅咒，如在萨卡拉的第六王朝Khentika Ikhekhi马斯塔巴。但在图坦卡蒙墓中未发现诅咒，有关图坦卡蒙法老的诅咒的证据极其少，Donald B. Redford 认为这是“纯粹的哗众取宠的胡话”。

## 发掘图坦卡蒙墓

### 可能的解释
因为最新研究证实图坦卡蒙生前得了多重疟疾的复合症状，而进入墓穴的人皆有被蚊虫叮咬的记录，推断有可能是墓穴里有古代疟疾的病毒。

### 相关死亡人员
- 图坦卡蒙墓开启于1922年11月29日。

| 名字                                | 身份                                    | 死亡时间       | 死因                                                     |
| ----------------------------------- | --------------------------------------- | -------------- | -------------------------------------------------------- |
| 卡纳冯伯爵                          | 考古发掘资助人                          | 1923年4月5日   | 第一位逝者，因蚊虫叮咬感染逝世。                         |
| George Jay Gould I                  | 卡纳冯好友，访客                        | 1923年5月16日  | 于埃及期间出现发烧症状，在法国蔚蓝海岸逝世，死因是肺炎。 |
| Ali Kamel Fahmy Bey                 | 埃及王室                                | 1923年7月10日  | 被妻子玛格丽特·阿利贝尔枪杀于萨伏伊酒店。                |
| 奥布里·赫伯特                       | 卡纳冯的同父异母弟                      | 1923年9月26日  | 牙科手术导致败血症。                                     |
| Woolf Joel                          | 南非百万富翁，访客                      | 1923年11月13日 | 被敲诈者枪杀。                                           |
| Archibald Douglas-Reid              | 放射科医生，曾用X光检查过图坦卡蒙木乃伊 | 1924年1月15日  | 病逝。                                                   |
| Lee Stack                           | 苏丹总督                                | 1924年11月19日 | 在开罗遭遇暗杀身亡。                                     |
| A. C. Mace                          | 发掘队员                                | 1928年         | 砷中毒                                                   |
| 默文·赫伯特                         | 卡纳冯的同父异母弟                      | 1929年5月26日  | 报道称因“疟疾肺炎”逝世。                                 |
| 理查德·贝瑟尔                       | 卡特的私人秘书                          | 1929年11月15日 | 在梅费尔俱乐部一张床上死亡，死因疑为窒息死亡。           |
| Richard Luttrell Pilkington Bethell | 理查德·贝瑟尔之父                       | 1930年2月20日  | 公寓七楼坠楼身亡。                                       |
| 霍华德·卡特                         | 图坦卡蒙墓发掘者                        | 1939年3月2日   | 正常死亡 但有人仍将其死因归咎于“诅咒”                    |